# Ramon Bech i Taberner
Ramon Bech i Taberner (Barcelona, 16 de Juny del 1918-6 de Febrer del 1995) fou un advocat, escriptor i periodista català.

## Biografia
Es va incorporar al periodisme de la mà de Sebastià Auger i el Grupo Mundo on va exercir diversos càrrecs directius. Va escriure regularment a Mundo Diario, Catalunya Express, Tele/eXpres i 4-2-4, i va col·laborar amb l'editorial Dopesa.
La producció literària de Ramon Bech es va iniciar en una època primerenca. Als 17 anys va publicar els primers poemes a La Revista, dirigida per Josep Maria López-Picó. Conegut per la publicació del recull de poemes Noviluni (1938) i de La ciutat submergida (1947), el 1960 va guanyar el premi Carles Riba amb Cants terrenals (publicat el 1962), de versos tallats i tècniques avantguardistes. Contrastant amb aquest llibre, el mateix 1962 va publicar Joc de sirenes, on assajà el sonet de tradició simbolista i el 1984 Quatre coses. Va ésser membre del grup poètic Oasi juntament amb altres escriptors i també membre permanent del jurat dels premis Joan Estelrich d'assaig. El 1993 va publicar Primera Notícia/Obra poètica I. També va escriure i va estrenar teatre. El seu fons personal es conserva a l'Arxiu Nacional de Catalunya.

## Publicacions
- La ciutat submergida, Barcelona Antologia 1947. OCLC 433392866
- Cants terrenals. Poemes. Carles Riba, 1960. OCLC 12983412
- Joc de sirenes. Barcelona, 1962. OCLC 12983420
- Teresa Pàmies, Ramon Bech Taberner Cuando éramos capitanes: (Memorias de aquella guerra). Dopesa, 1974
- Quatre Coses Poemes, Barcelona : Canigó, 1984, ISBN 9788439813705
- Obra poètica, L'Aixernador, 1992, ISBN 8486332877

## Fons personal
El fons conté la documentació generada i rebuda per Ramon Bech; destaca, principalment, la documentació produïda en funció de la seva activitat professional com a escriptor i com a periodista. Així, reuneix articles de premsa, informes, material de treball i especialment, obra original (material de treball per a la preparació de l'edició de l'Obra Completa, diferents versions d'aquesta obra, poemes, etc.). El fons també conserva documentació relacionada amb premis literaris i dossiers de treball sobre diverses personalitats del món literari. A més, inclou correspondència, bàsicament, amb relació a l'activitat literària del productor del fons, documentació sobre la seva obra, i una col·lecció de publicacions periòdiques de caràcter cultural. Finalment, assenyalar que conté la transcripció de diversos fragments de cartes de Josep Tarradellas aplegats en un document de recerca relacionat amb la seva activitat professional.